# Аль-Джануби, Абдулазиз
Абдулази́з а́ль-Джануби́ (араб. عبدالعزيز الجنوبي‎, англ. Abdulaziz al-Janoubi, 21 июля 1976), Саудовская Аравия) — саудовский футболист, защитник. Выступал за сборную Саудовской Аравии. Участник чемпионата мира 1998 года.

## Карьера

### Клубная
Большую часть своей карьеры игрока провёл в клубе «Аль-Наср» из Эр-Рияда, в составе которого становился обладатель Кубка Саудовской федерации футбола, Кубка обладателей кубков Азии, Суперкубка Азии и финалистом Арабского кубка обладателей кубков и Арабского суперкубка. Помимо этого, в 2000 году получил в составе команды приз Fair Play на Клубном чемпионате мира.

### В сборной
В составе национальной сборной Саудовской Аравии выступал на чемпионате мира 1998 года. В 1998 году вместе с командой стал обладателем Кубка арабских наций, а также финалистом Кубка наций Персидского залива в том же году.

## Достижения
Обладатель Кубка арабских наций: (1)
- 1998

Финалист Кубка наций Персидского залива: (1)
- 1998

Обладатель Кубка Саудовской федерации футбола: (1)
- 1997/98

Обладатель Кубка обладателей кубков Азии: (1)
- 1998

Обладатель Суперкубка Азии: (1)
- 1998

Финалист Арабского кубка обладателей кубков: (1)
- 2000/01

Финалист Арабского суперкубка: (1)
- 2001

Приз Fair Play на Клубном чемпионате мира: (1)
- 2000